# Tournoi des Cinq Nations 1959
Navigation
Tournoi 1958 Tournoi 1960
Le Tournoi des Cinq Nations 1959 (du 10 janvier au 18 avril 1959) est le trentième depuis les débuts de la France en 1910 et le 65e en partant du tournoi britannique originel de 1882-1883.
Pour la première fois, la France est seule victorieuse, après les premières places partagées de 1954 et de 1955.

## Classement
Pour classer les trois équipes à 4 points, on considère le nombre total de victoires puis la différence de points pour et contre.
Le pays de Galles et l'Angleterre ont même différence de points (-2), mais Galles a deux victoires contre une pour l'Angleterre, d'où la table suivante :
| Rang | Nations        | J | V | N | D | PP | PC  | Δ   | Pts |
| ---- | -------------- | - | - | - | - | -- | --- | --- | --- |
| 1    | France         | 4 | 2 | 1 | 1 | 28 | 15  | +13 | 5   |
| 2    | Irlande        | 4 | 2 | 0 | 2 | 23 | 19  | +4  | 4   |
| 2    | Pays de Galles | 4 | 2 | 0 | 2 | 21 | 23  | -2  | 4   |
| 2    | Angleterre (T) | 4 | 1 | 2 | 1 | 9  | 11  | -2  | 4   |
| 5    | Écosse         | 4 | 1 | 1 | 2 | 12 | -25 | 13  | 3   |

- Légende : J matches joués, V victoires, N matches nuls, D défaites, PP Points pour, PC points contre, Δ différence de points, Pts points de classement (2 points pour une victoire, 1 en cas de match nul, rien pour une défaite), T Tenante du titre 1958.
- Règles de classement :

1. points de classement
2. titre ou rang partagé en cas d'égalité.

- En plus d'être pour la première fois seule en tête, la France signe la meilleure attaque et totalise la plus grande différence de points
- L'Angleterre a la meilleure défense.

## Résultats
Les dix matches ont lieu un samedi sur neuf dates :
| Colombes, 10 janvier 1959  | France         | 09 - 0 | Écosse         |
| Cardiff, 17 janvier 1959   | Pays de Galles | 05 - 0 | Angleterre     |
| Édimbourg, 7 février 1959  | Écosse         | 06 - 5 | Pays de Galles |
| Dublin, 14 février 1959    | Irlande        | 00 - 3 | Angleterre     |
| Londres, 28 février 1959   | Angleterre     | 03 - 3 | France         |
| Édimbourg, 28 février 1959 | Écosse         | 03 - 8 | Irlande        |
| Cardiff, 14 mars 1959      | Pays de Galles | 08 - 6 | Irlande        |
| Londres, 21 mars 1959      | Angleterre     | 03 - 3 | Écosse         |
| Colombes, 4 avril 1959     | France         | 11 - 3 | Pays de Galles |
| Dublin, 18 avril 1959      | Irlande        | 09 - 5 | France         |

## Matches de la France
Les fiches techniques des rencontres de la France sont les suivantes :

### France - Écosse
Le match d'ouverture du Tournoi 1959 donne une nette victoire à la France :
| 10 janvier 1959 Temps froid, chute de neige au début. | France Capitaine : Mias              | 9 - 0 (6-0) | Écosse Capitaine : J Greenwood | Stade Yves-du-Manoir, Colombes Bon terrain 26 000 spectateurs Arbitre : G Walters |
| 10 janvier 1959 Temps froid, chute de neige au début. | Essai(s) : Moncla Drop(s) : 2 Lacaze |             |                                | Stade Yves-du-Manoir, Colombes Bon terrain 26 000 spectateurs Arbitre : G Walters |
| 10 janvier 1959 Temps froid, chute de neige au début. |                                      |             |                                | Stade Yves-du-Manoir, Colombes Bon terrain 26 000 spectateurs Arbitre : G Walters |

### Angleterre - France
Le quinzième Crunch, joué dans l'antre du Quinze de la Rose, se résout en un second match nul après celui de 1922 :
| 28 février 1959 Temps ensoleillé | Angleterre Capitaine : Butterfield | 3 - 3 (3-3) | France Capitaine : Barthe  | Twickenham, Londres Bon terrain 72 000 spectateurs Arbitre : R Williams |
| 28 février 1959 Temps ensoleillé | Pénalité(s) : J Hetherington, 35e  |             | Pénalité(s) : Labazuy, 34e | Twickenham, Londres Bon terrain 72 000 spectateurs Arbitre : R Williams |
| 28 février 1959 Temps ensoleillé |                                    |             |                            | Twickenham, Londres Bon terrain 72 000 spectateurs Arbitre : R Williams |

### France - pays de Galles
La France reçoit le pays de Galles pour l'avant-dernière rencontre du Tournoi :
| 4 avril 1959 Temps couvert | France Capitaine : Mias                                                       | 11 - 3 (8-3) | Pays de Galles Capitaine : C Thomas | Stade Yves-du-Manoir, Colombes Bon terrain 45 000 spectateurs Arbitre : Mr Parkes |
| 4 avril 1959 Temps couvert | Essai(s) : 2 Moncla Transformation(s) : 1/2 Labazuy Pénalité(s) : 1/2 Labazuy |              | Pénalité(s) : T Davies              | Stade Yves-du-Manoir, Colombes Bon terrain 45 000 spectateurs Arbitre : Mr Parkes |
| 4 avril 1959 Temps couvert |                                                                               |              |                                     | Stade Yves-du-Manoir, Colombes Bon terrain 45 000 spectateurs Arbitre : Mr Parkes |

### Irlande - France
L'équipe de France se rend à Lansdowne Road où elle perd le dernier match du Tournoi qu'elle finit néanmoins seule en tête pour la première fois :
| 18 avril 1959 Temps ensoleillé | Irlande Capitaine : Dawson                                     | 9 - 5 (6-0) | France Capitaine : Mias                     | Lansdowne Road, Dublin Excellent terrain 40 000 spectateurs Arbitre : G Walters |
| 18 avril 1959 Temps ensoleillé | Essai(s) : N Brophy Pénalité(s) : D Hewitt Drop(s) : M English |             | Essai(s) : Dupuy Transformation(s) : Lacaze | Lansdowne Road, Dublin Excellent terrain 40 000 spectateurs Arbitre : G Walters |
| 18 avril 1959 Temps ensoleillé |                                                                |             |                                             | Lansdowne Road, Dublin Excellent terrain 40 000 spectateurs Arbitre : G Walters |